# Набијање на колац
Набијање на колац као метод мучења и погубљења је продор човека кроз предмет као што су колац, мотка, копље или удица, често потпуном или делимичном перфорацијом торзоа. Посебно се користио као одговор на „злочине против државе” и у бројним културама се сматрао као врло оштар облик смртне казне и забележен у миту и уметности. Набијање на колац се такође користило у време рата за сузбијање побуна, кажњавање издајника или сарадника и кажњавање кршења војне дисциплине.
Овај свиреп метод мучења се користио за време турске владавине у Србији. Набијање на колац је описано у роману Иве Андрића „На Дрини ћуприја”. Набијање на колац је приказано и у филму „Бановић Страхиња”. Џелат који је кажњеника набијао на колац је био плаћен да кажњеник што дуже живи.